# Dành dành
Dành dành còn có tên khác là chi tử, thủy hoàng chi, bạch thiên hương, mác làng cương (Tày)...(danh pháp hai phần: Gardenia jasminoides Ellis, đồng nghĩa: G. augusta)
Cây ra hoa vào khoảng tháng 3-5, cho quả vào khoảng tháng 6-10.
Cây mọc hoang ở những nơi gần nước. Còn được trồng làm cảnh.

## Miêu tả
Cây bụi, cao 1-2m. Lá mọc đối hay mọc vòng ba cái một, nhẵn bóng. Lá kèm to bao quanh thân. Hoa to, trắng vàng rất thơm mọc riêng lẻ ở đầu cành. Quả hình trứng, có cạnh lồi, và đài tồn tại, chứa nhiều hạt. Thịt quả màu vàng. Loài dành dành núi (sơn chi tử) (Gardenia stenophyllus Merr.) có dáng nhỏ hơn, cũng được dùng.

## Bộ phận dùng
Lá và quả. Lá thu hái quanh năm, dùng tươi. Quả hái vào tháng 8-10 khi chín già, ngắt bỏ cuống, rồi phơi hoặc sấy khô. Quả dành dành dùng để thổi xôi và tạo màu (vàng) thực phẩm.
Quả hình trứng hay thoi có 5-8 đường gờ chạy dọc theo quả làm cho quả có góc cạnh dài, dài 2.5-4.5 cm, đường kính 1–2 cm. Mặt ngoài màu vàng cam tới đỏ nâu hơi bóng, quả nhiều hạt hình đĩa xếp khít tạo khối cầu hay trứng. Mùi nhẹ, vị hơi chua, đắng.

## Thành phần hóa học
Trong lá và quả chứa các glucozit (như gardenosid, gentiobiosid, geniposid, crocin), tanin, tinh dầu, pectin, β-sitosterol, D-mannitol, nonacosan.

## Công dụng
Thuốc hạ nhiệt, tiêu viêm, lợi mật, lợi tiểu; chữa sốt, vàng da, chảy máu cam, đau họng, thổ huyết, đại tiện ra máu, bí tiểu tiện, bỏng, mụn lở: ngày 6-12g quả dạng sắc, dùng riêng hoặc phối hợp với nhân trần. Chữa vết thương sưng đau, đau mắt đỏ: lá tươi giã đắp.
Quả còn được dùng làm thuốc nhuộm thực phẩm cho màu vàng, dân gian hay dùng để đồ xôi...
Genipin tăng tiết mật, geniposid giải độc gan. Nước sắc chi tử kháng khuẩn. Còn dùng thanh nhiệt, tiêu viêm, lợi tiểu và cầm máu, trị viêm gan nhiễm trùng, vàng da. Cũng dùng trị viêm thận, phù thũng.

## Tham khảo

Hoa dành dành